# Pseudis cardosoi
Pseudis cardosoi är en groddjursart som beskrevs av Axel Kwet 2000. Pseudis cardosoi ingår i släktet Pseudis och familjen lövgrodor. IUCN kategoriserar arten globalt som livskraftig. Inga underarter finns listade i Catalogue of Life.